# Immortality
Immortality – singel zespołu Pearl Jam, wydany 6 czerwca 1995 r. nakładem Epic Records, zawierający dwa utwory.
Immortality to utwór z albumu Vitalogy, a po raz pierwszy został zagrany na żywo 11 kwietnia 1994 r. podczas koncertu w Boston Garden w Bostonie. Ukazał się również na albumie koncertowym Live at Benaroya Hall (2004) oraz na kompilacji Rearviewmirror: Greatest Hits 1991-2003 (2004).
Rearviewmirror zostało po raz pierwszy zagrane na żywo 13 maja 1993 r. w Slim's Cafe w San Francisco i pierwotnie ukazało się na albumie Vs. (1993). Na singlu Immortality zamieszczono wersję utworu w wykonaniu grupy The Frogs. Rearviewmirror ukazało się również między innymi na następujących wydawnictwach Pearl Jam:
- Dissident (singiel z 1994 r.)
- Touring Band 2000 (DVD z 2001 r.)
- Live at The Showbox (DVD z 2003 r.)
- Live at the Garden (DVD z 2003 r.)
- Rearviewmirror: Greatest Hits 1991-2003 (kompilacja z 2004 r.)
- Live at Benaroya Hall (album koncertowy z 2004 r.)
- Live at The Gorge 05/06 (album koncertowy z 2007 r.)

## Lista utworów
1. Pearl Jam – Immortality (Vedder/Gossard/Ament/McCready/Abbruzzese) – 5:18
2. The Frogs – Rearviewmirror (Vedder/Gossard/Ament/McCready/Abbruzzese) – 5:18

## Wydania
| Rok  | Format           | Wytwórnia    | Numer katalogowy | Kraj |
| ---- | ---------------- | ------------ | ---------------- | ---- |
| 1995 | płyta kompaktowa | Epic Records | 34K 77873        | USA  |

## Lista przebojów magazynu „Billboard”
| Rok  | Kraj | Nazwa listy przebojów | Liczba tygodni na liście | Najwyższe miejsce |
| ---- | ---- | --------------------- | ------------------------ | ----------------- |
| 1995 | USA  | Rock Songs            | 17                       | 10                |
| 1995 | USA  | Alternative Songs     | 6                        | 31                |

## Covery
- Cover utworu Immortality w wersji akustycznej zamieścił zespół Seether na albumie One Cold Night (2006).